# احمد آتش
احمد آتش (ترکی استانبولی: Ahmet Ateş؛ ‏۱۹۱۱ آغجه‌کوی، بیره‌جک – ۲۰ اکتبر ۱۹۶۶ استانبول) شرق‌شناس اهل ترکیه، محقق در زمینه ادبیات فارسی، و استاد دانشگاه استانبول بود.

## آثار
آتش صاحب تصحیح های چندی است، و از جمله تصحیح « سندبادنامه» اثر محمدبن علی ظهیری سمرقندی که در سال ۱۹۴۸ میلادی در ترکیه تصحیح شده‌است که البته خالی از اشکال نبود. و بعدها تصحیح دیگری در سال ۱۳۸۱ در ایران توسّط مرکز پژوهشی میراث مکتوب و با همکاری مرکز بین‌المللی گفتگوی تمدن‌ها به تصحیح محمدباقر کمال‌الدینی چاپ رسیده‌است.